# Astragalus isabellae
Astragalus isabellae är en ärtväxtart som beskrevs av Stephen Troyte Dunn. Astragalus isabellae ingår i släktet vedlar, och familjen ärtväxter. Inga underarter finns listade i Catalogue of Life.